# Tchétchène
Cet article concerne la langue tchétchène. Pour le peuple tchétchène, voir Tchétchènes.
Le tchétchène (autonyme : Нохчийн мотт, Noxçiyŋ mott) est une langue appartenant au groupe nakh (tchétchène, ingouche et bats), langues caucasiennes du nord-est. Il est parlé principalement par les Tchétchènes en Tchétchénie et par la diaspora tchétchène à travers le monde.

## Présentation
La langue écrite est fondée sur le dialecte de Grozny. D'abord écrit avec l'alphabet arabe, le tchétchène a été noté en caractères latins en 1925, avant de passer au cyrillique en 1938. En 1992, après la proclamation de l'indépendance de la Tchétchénie, l'alphabet latin (enrichi de diacritiques) a commencé à être de nouveau utilisé, en rejet à l'alphabet cyrillique considéré comme un symbole de domination et de colonisation russe.

## Caractéristique de la langue tchétchène
La langue tchétchène s’écrit au moyen d’un alphabet de quarante-neuf lettres et plusieurs diphtongues. L'accent est placé sur la première syllabe du mot. Il existe des voyelles longues et des voyelles courtes. Les voyelles nasales n'existent pas. Cette langue a quatre genres, le masculin et le féminin mais aussi deux genres neutres. Il existe huit cas : nominatif, génitif, datif, ergatif, ablatif, instrumental, locatif et comparatif. L'ordre des mots dans la phrase est libre. Les noms s'accordent en genre et en nombre. Quant au verbe, il s'accorde avec le genre de son sujet lorsqu’il s’agit d’un verbe intransitif et s’accorde avec le genre de son complément d’objet direct lorsqu’il s’agit d’un verbe transitif. Dans une phrase interrogative, l’intonation varie en fonction de la réponse attendue.

## Écriture

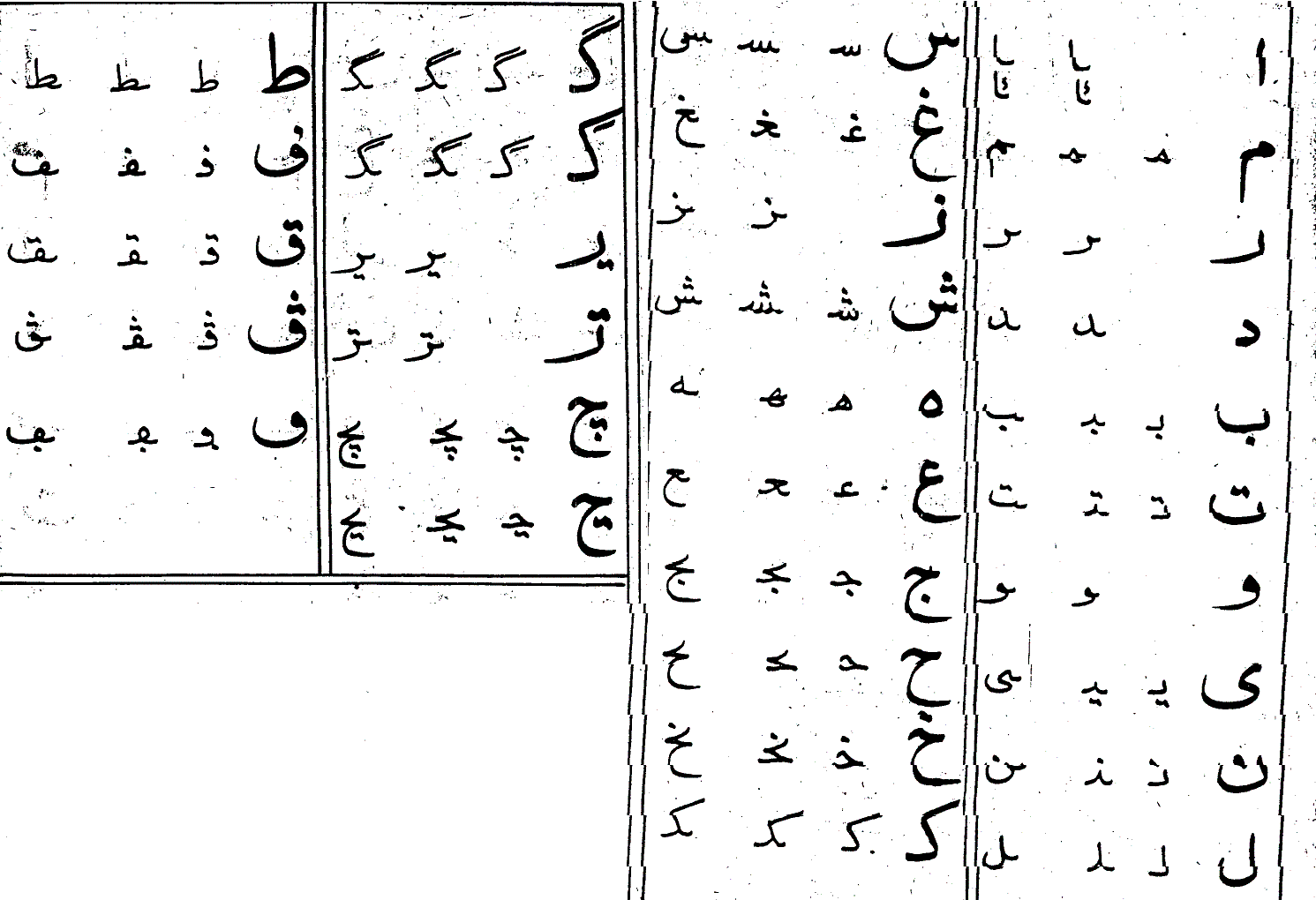
Alphabet arabe tchétchène utilisé en 1925.

Le tchétchène a été écrit avec l’alphabet arabe, plusieurs variantes sont utilisées avec des lettres additionnelles.
En 1862, Peter von Uslar propose et utilise un alphabet cyrillique pour le tchétchène mais celui-ci n’est pas largement adopté.
En 1925, un alphabet latin est adopté. En 1938, celui-ci est remplacé par un alphabet cyrillique.